# Matan Porat
Matan Porat (hébreu : מתן פורת), né en 1982 à Tel Aviv, est un pianiste et compositeur israélien résidant à Berlin.

## Biographie
Matan Porat est titulaire d'une maîtrise de la Juilliard School de New York. Il a étudié avec Emanuel Krasovsky, Murray Perahia et Maria João Pires.
Il s'est produit au Barbican à Londres, au Carnegie Hall à New York et à l'Auditorium du Louvre à Paris. Il a joué avec Renaud Capuçon, Kim Kashkashian et Dorothea Röschmann, avec le quatuor de Jérusalem et le Quatuor Ysaÿe, ainsi qu'avec l'Orchestre symphonique de Chicago.
Le jeu de Porat pour les films muets Le Mécano de la « General » et Metropolis à l'École de musique et festival de Marlboro en 2009 a été décrit comme « un exploit étonnant de musicalité créative » par Alex Ross et comme « assez sensationnel » par Richard Goode.
En 2013, Porat a enregistré Variations on a theme by Scarlatti sur le label Mirare, composé de morceaux de divers compositeurs de Couperin à Boulez, tous censés être reliés à la Sonate en ré mineur de Domenico Scarlatti, la K. 32,,. Le CD a reçu des critiques mitigées : le magazine Fanfare a noté la technique du pianiste, mais a pensé qu'il « offrait peu de couleurs », et a critiqué le choix des pièces, qui « ne fonctionnent que convenablement ». Eleonore Büning dans le Frankfurter Allgemeine Zeitung l'a appelé « un album fantastique que l'on devrait entendre encore et encore ».
Son second CD, Lux, sur le thème de la lumière, de l’aube à la nuit, a remporté 5 de Diapason.